# Ziegelhütte (Dachsbach)
Ziegelhütte ist ein Gemeindeteil des Marktes Dachsbach im Landkreis Neustadt an der Aisch-Bad Windsheim (Mittelfranken, Bayern). Ziegelhütte liegt in der Gemarkung Rauschenberg.

## Geographische Lage
Die Einöde liegt tief eingebettet im Tal des Kümmelbaches zwischen Neustadt und Höchstadt am südlichen Fuße des Steigerwaldes zum Aischtal hin. Er befindet sich inmitten eines ausgedehnten Wasser- und Landschaftsschutzgebietes. Eine Ortsstraße (Brunnenstraße) führt nach Rauschenberg zur Kreisstraße NEA 14 (0,7 km nordwestlich).

## Geschichte
Ziegelhütte wurde um 1750 erstmals urkundlich erwähnt. Eine wesentlich frühere Besiedelung ist allerdings anzunehmen. Der Name leitet sich von der frühmittelalterlichen Herstellung von Lehmziegeln ab, die hier einfach in der Sonne getrocknet wurden. Mit dem stets reichlich zur Verfügung stehenden Wasser des Kümmelbaches konnte der rissfreie Trocknungsprozess der Lettenrohlinge bestens beherrscht werden. Noch heute sind an den Kerbhängen des Bachtales mächtige und sortenreine Graulehmvorkommen vorhanden, die jedoch nicht mehr ausgebeutet werden.
Gegen Ende des 18. Jahrhunderts gehörte die Ziegelhütte zur Realgemeinde Rauschenberg. Das Anwesen hatte das Rittergut Rauschenberg als Grundherrn. Unter der preußischen Verwaltung (1792–1806) des Fürstentums Bayreuth erhielt die Ziegelhütte die Hausnummer 52 des Ortes Rauschenberg.
Von 1797 bis 1810 unterstand der Ort dem Justizamt Dachsbach und Kammeramt Neustadt. Im Rahmen des Gemeindeediktes wurde Ziegelhütte dem 1811 gebildeten Steuerdistrikt Rauschenberg und der 1813 gebildeten Ruralgemeinde Rauschenberg zugeordnet. Das Anwesen unterstand bis 1848 in der freiwilligen Gerichtsbarkeit und der Ortspolizei dem Patrimonialgericht Rauschenberg.
Seit 1877 befindet sich Ziegelhütte in Familienbesitz. In und nach den beiden Weltkriegen kam es jeweils zu vorübergehenden Einquartierungen.
Am 1. Januar 1972 wurde Ziegelhütte im Zuge der Gebietsreform in Bayern nach Dachsbach eingemeindet.

## Einwohnerentwicklung
| Jahr      | 001836 | 001840 | 001861 | 001871 | 001885 | 001900 | 001925 | 001950 | 001961 | 001970 | 001987 | 002013 |
| Einwohner | 10     | 9      | 12     | 4      | 15     | 8      | 10     | 20     | 7      | 6      | 5      | 5      |
| Häuser    | 1      | 1      |        |        | 2      | 2      | 2      | 6      | 2      |        | 2      |        |
| Quelle    | [ 8 ]  | [ 9 ]  | [ 10 ] | [ 11 ] | [ 12 ] | [ 13 ] | [ 14 ] | [ 15 ] | [ 16 ] | [ 17 ] | [ 18 ] |        |

## Religion
Der Ort ist evangelisch-lutherisch geprägt und bis heute nach St. Nikolaus und Peter (Oberhöchstädt) gepfarrt.

## Heute
Heute befindet sich in Ziegelhütte eine Pumpstation, die die Wasserversorgung Rauschenbergs aus den beiden weiter westlich im Kümmeltal gelegenen Tiefbrunnen sicherstellt. Zur umweltfreundlichen Stromerzeugung trägt eine leistungsfähige Solaranlage bei. Die Anwohner beschäftigen sich in geringem Umfang mit der Nebenerwerbs-Landwirtschaft sowie der Zucht von Araberpferden und dem Autotuning.
Unmittelbar südöstlich von Ziegelhütte befindet sich seit Ende der 1970er Jahre die Kläranlage Rauschenbergs, deren gereinigte Abwässer dem Kümmelbach zufließen, der anschließend ca. ein Dutzend fischwirtschaftlich genutzte Weiher und weitere Tiefbrunnen speist, bevor er bei Gerhardshofen in die Aisch mündet.